# Lakindrof
Lakindrof (njemački: Lackendorf, mađarski: Lakfalva) je naseljeno mjesto i općina u austrijskoj saveznoj državi Gradišće, administrativno pripada Kotaru Gornja Pulja.

## Stanovništvo
Lakindrof prema podacima iz 2010. godine ima 578 stanovnika. 

## Vanjske poveznice
- Internet stranica naselja